# Conclusions
Conclusions, James Hollingworths enda skivproduktion på engelska. Sångerna skrevs under 2004 och gavs ut i maj 2005. Det är en blandning av rock/country och ballader och är till stor del skriven ur kvinnors perspektiv.

## Innehåll
- Story to tell
- I saw her today
- It's time to leave
- No war no more
- Dance with me
- time is the healer
- Loves him all the same
- Long time ago
- True love seeker
- President one day
- Believer of light
- Oh Jamina
- To my, my Maria
- Will you marry me